# Matthias Jenny

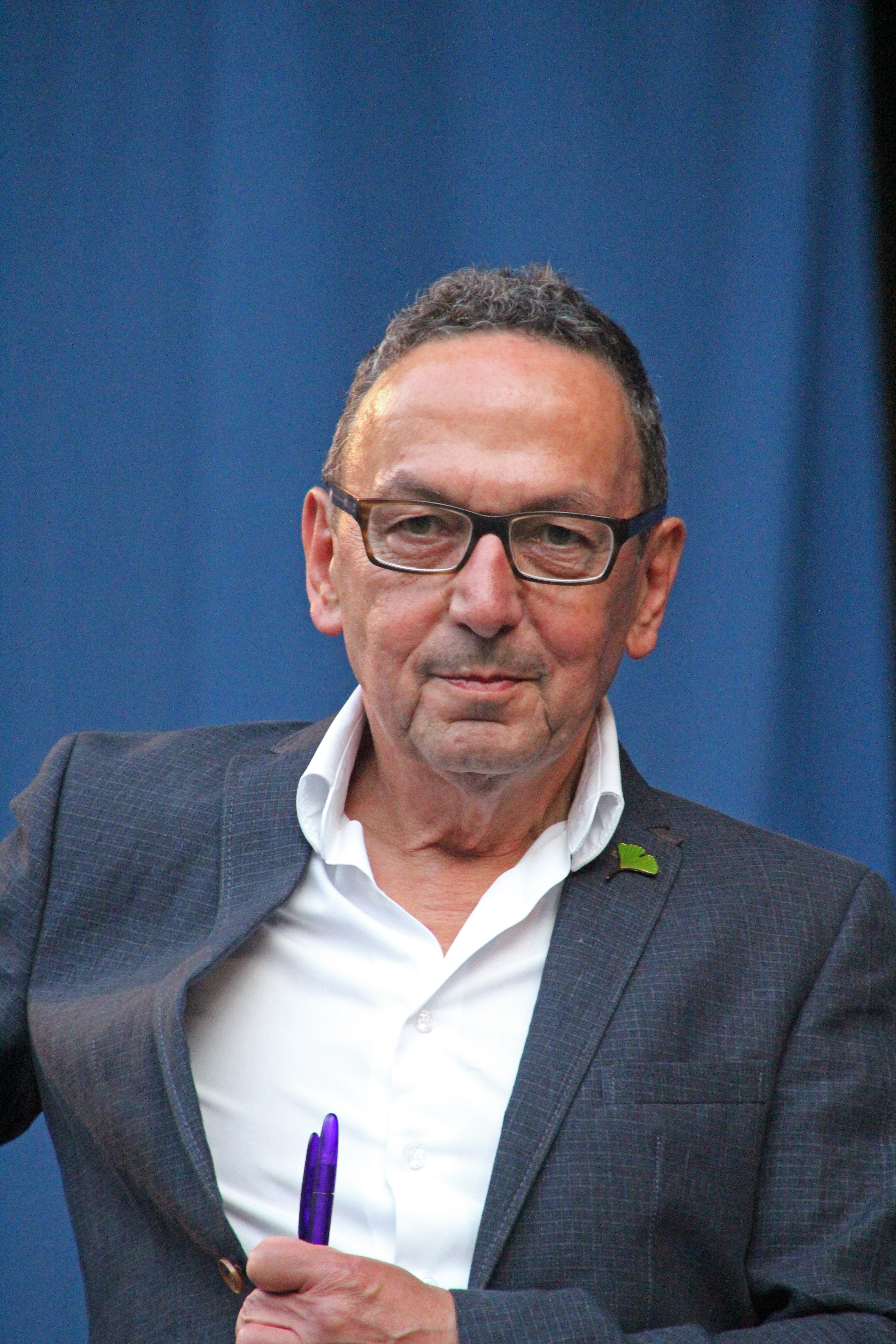
Matthias Jenny (2016)

Matthias Jenny, född 1952, är en schweizisk botaniker, sedan 1996 direktör för botaniska trädgården (Palmengarten) i Frankfurt am Main.
Auktorsnamnet M.Jenny kan användas för Matthias Jenny i samband med ett vetenskapligt namn inom botaniken; se Wikipediaartiklar som länkar till auktorsnamnet.

## Publikationer
- Jenny, M., Bayer, C. & Dorr, L. 1999. Aethiocarpa reduced to Harmsia (Malvaceae, Dombeyoideae). Taxon 48(1): 3. doi:10.2307/1224611